# آرنالدو فورلینی
آرنالدو فورلینی (ایتالیایی: Arnaldo Forlani؛ زادهٔ ۸ دسامبر ۱۹۲۵ – درگذشتهٔ ۶ ژوئیه ۲۰۲۳) سیاستمدار، فعال سیاسی مستقل و دیپلمات اهل ایتالیا بود که از تاریخ  ۱۸ اکتبر ۱۹۸۰ تا تاریخ ۲۸ ژوئن ۱۹۸۱ سمت نخست وزیری، از تاریخ ۴ اوت ۱۹۸۳ تا تاریخ ۱۷ آوریل ۱۹۸۷ سمت معاون نخست وزیری، از تاریخ ۲۹ ژوئیه ۱۹۷۶ تا تاریخ ۴ اوت ۱۹۷۹ سمت وزارت امور خارجه و از تاریخ ۲۳ نوامبر ۱۹۷۴ تا تاریخ ۲۹ ژوئیه ۱۹۷۶ سمت وزارت دفاع ایتالیا را برعهده داشت.

## زندگی‌نامه
آرنالدو فورلینی در ۱۹۲۵ در پزارو متولد شد. آرنالدو فورلینی از فرقه مزار مقدس اورشلیم بود.

## درگذشت

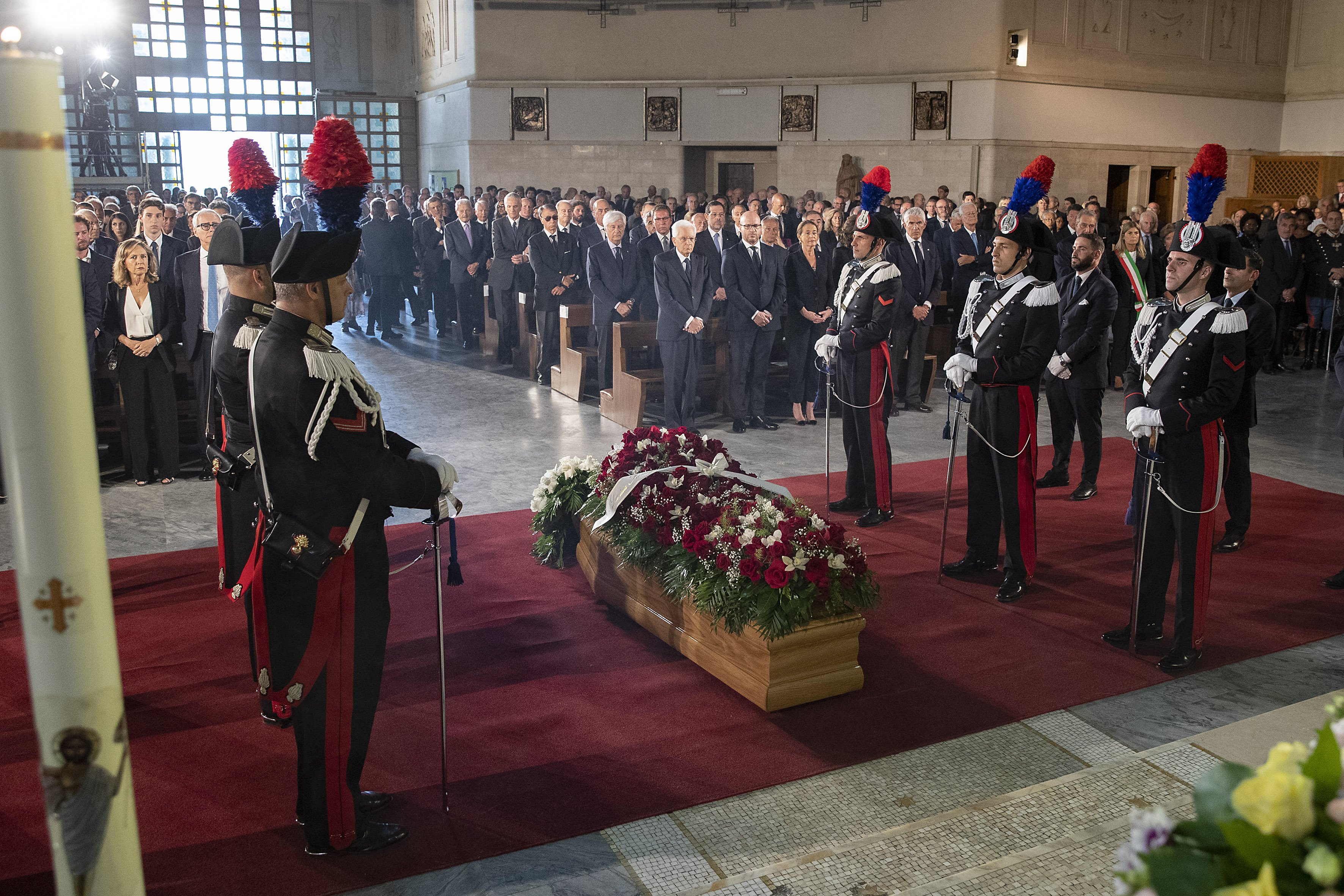
تشییع جنازه آرنالدو فورلینی، ۱۰ ژوئیه ۲۰۲۳

آرنالدو فورلینی در ۶ ژوئیه ۲۰۲۳، در سن ۹۷ سالگی درگذشت.